# シュティフツケラー・ザンクト・ペーター

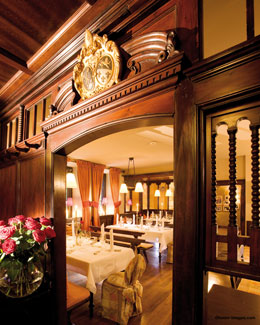
シュティフツケラー・ザンクトペーター

ザンクト・ペーター・シュティフツクリナーリウム（独: Haslauer GmbH & Co KG. St. Peter Stiftskulinarium）は、オーストリアのザルツブルクに所在する、現存する世界最古のレストラン。ザルツブルク市街の歴史地区（世界文化遺産）の聖ペーター僧院教会に隣接し、メンヒスベルク山の岩盤をくりぬいた岩肌を利用している。企業としては、日本の建築会社「金剛組」につづき、温泉旅館「法師」とならぶ世界有数の老舗企業である。2017年までは「シュティフツケラー・ザンクト・ペーター」（Stiftskeller St. Peter）という名称だった。

## 歴史と沿革
ザンクト・ペーター・シュティフツクリナーリウムの起源は、4世紀から5世紀にかけて修道院で修行する修道士に1日1ヘミナ（約271ミリリットル）のワインを飲むことを許すと定めた「聖ベネディクトゥス戒律」にまでさかのぼるという。修道院のブドウ畑からつくられたワインの余剰については、当時すでに修道士たちによって販売されていた。803年、カール大帝の宮廷に仕えたアルクィンの記録には「ヨーロッパ最古のレストラン」とある。
中世末期には、「ザルツブルクの僧」と呼ばれる姓名不詳の詩人・作曲家により取り上げられて文学史に登場する。また、記録によれば1510年に増築がなされている。
1720年以降は、貴族や市民、聖職者たちが出入りするようになり、1760年、フランツ・ヨーゼフ・ハイドンの弟ミヒャエル・ハイドンが滞在し、賛歌「ペーターワイン」を作曲している。教会墓地 (ペータースフリートホフ) 付近にはミヒャエル・ハイドンが居住したことを記した銘板のある建物もある。

## 現状
- 経営者：Veronika Kirchmair, Claus Haslauer
- 12部屋、700人収容
- 半洞窟になっている場所もあり、そこでの食事も可能である。
- バロックホールを有する。
- 公的には"Seit 803"（803年創業）をうたっている。
- 紋章は2つの鍵を交差させたものである。